# Улица Ислама Сафарли
Улица Ислама Сафарли (азерб. İslam Səfərli küçəsi) — улица в Баку, от улицы Истиглалият до улицы Салатын Аскеровой. Улица является одной из границ Площади фонтанов.

## История
Несколько раз меняла название: Фонарная — Воронцовская (с 1852) — Мешади Азизбекова (с 1923) — генерала Азизбекова.
Современное название получила в честь Ислама Сафарли (1923—1974) — азербайджанского советского писателя, поэта и драматурга, участника Великой Отечественной войны, заслуженного деятеля искусств Азербайджанской ССР.

## Застройка
- д. 3 — Кинотеатр «Араз» (1870, архитектор Гроссети Франц Васильевич) Ул. Ислама Сафарли, 3. Бывш. дом Лалаева. Арх. Гроссети, 1870 г.
- д. 19 — бывший дом Меликова (1897, архитектор Гославский[2])
- Центральная городская библиотека имени Мирзы Алекпера Сабира.

## Достопримечательности
Памятник Низами Гянджеви (1949, скульптор Фуад Абдурахманов, архитекторы — Садых Дадашев и Микаэль Усейнов)

## Известные жители
д. 4 — Гамид Араслы (1909—1983) — советский азербайджанский учёный-литературовед, доктор филологических наук, академик АН Азербайджанской ССР